# Ciacci (fumetto)
Ciacci è un fumetto di Bruno D'Alfonso e Francesco Cascioli, pubblicato regolarmente dalla rivista Linus dal 1984 fino all'inizio degli anni novanta. È stato pubblicato anche sulla rivista omonima Ciacci della Casa Editrice ACME negli anni 1989 e 1990, e su vari libri.

## Trama e personaggi
Il fumetto narra le avventure di due compagni di un liceo di Roma, Gino Ciacci e Mario Cacchioni e dei loro compagni e professori. Ciacci è basso, arguto, particolarmente sveglio, sempre pieno di iniziative e di trovate. Cacchioni invece è alto e spilungone, impulsivo ma di buon cuore, accanito fumatore, e sogna di fare il pilota di aeroplani (perché quando si è stanchi basta attaccare il pilota automatico e si può dormire tranquilli).
I compagni di classe di Ciacci e Cacchioni sono l'integerrimo Paolo Cucchiarelli, anima candida e perennemente cagionevole di salute; Ciccio e Ciccia, gli eterni fidanzati; Babei Alfio (sempre citato per cognome e nome), che conosce di persona tutte le celebrities del pianeta, dal principe Carlo d'Inghilterra a Michael Jackson, ed è liaison erotica di Ciccia ogniqualvolta ella desidera ingelosire Ciccio; Jane Chiricotto, esperta d'informatica e di giochi d'azzardo, ma meno dotata dal punto di vista estetico; Tombukete Mukambawe, unico studente davvero brillante della classe; Lucia Iannariello, la protestataria per antonomasia, discendente di una famiglia di rivoluzionari risalente (si dice) ad un amico di Spartaco; Patrizia Sacchiaroli, alta e slanciata (dice lei) e vicina di casa di Ciacci; ed il terribile e pericoloso Prospero Barbaricci, mente di complessi schemi truffaldini (che generalmente falliscono, ma la fa sempre franca).
Il liceo cambia vari nomi durante la serie: da Branduardi a Pio IX a Sting, per finire con Casa di cavallo Equo. Vi insegnano professori alquanto scalcinati, che vivono nel terrore che il preside Arturo de Rossi, detto Artù, metta loro un brutto voto o addirittura una nota nel registro dei professori. Personaggi ricorrenti sono il professor Alfredo Cortellacci, insegnante di "geografia analitica" e nemesi degli studenti, le cui lezioni sono dei veri gioielli di retorica; il professor Tramontana, impreparato e disonesto, ma in fondo simpatico, che da supplente di fisica riesce a diventare di ruolo; il professor Allodoli, docente di matematica, a volte complice di Tramontana. Tra il personale non docente spiccano il Bidello delle pizzette (sig. Giorgino o Giorgetto), vero punto di stabilità del liceo; e l'ineffabile Pepe Tabasco, usciere del Provveditorato agli Studi (e poi del Ministero della Pubblica Istruzione) sempre vestito con una tuta integrale da supereroe con tanto di mantello, che reca al preside messaggi segreti, generalmente entrando in scena attraverso un muro, una finestra o una porta (chiusa).
I problemi che devono affrontare gli studenti e i professori del liceo sono i problemi di ogni giorno, i voti delle interrogazioni, il soffitto che perde acqua, eccetera. I problemi vengono sempre affrontati però con fantasia ed originalità. All'interno di questa narrazione sostanzialmente realistica si inseriscono talvolta alcuni tocchi surreali: ad esempio, un elefante (Annibale) che viaggia in tram perché possiede l'abbonamento "intera rete filo-ferro-tranviaria" (ma salendo sul tram ovviamente ne distrugge le porte, perché non ci passa); oppure Umberto Eco che deve ripetere le superiori poiché non aveva allegato il diploma ad una pratica (viene poi salvato per intercessione di Teddy Reno col provveditore); o anche un cammeo del noto conduttore televisivo Mino Damato, raffigurato mentre, per rinfrescarsi i piedi dopo la celebre camminata sui carboni ardenti, cerca di entrare in una toilette occupata da Ciacci (il quale è lì nascosto per sfuggire a Bruno Vespa con il quale ha una vecchia ruggine).

## Pubblicazione su libri
- Bruno D'Alfonso, Francesco Cascioli, Ciacci. Cronache da dietro la lavagna. Prefazione di Gino & Michele. Milano, Milano Libri Edizioni, 1985.
- Bruno D'Alfonso, Francesco Cascioli, Le storie di Ciacci. Presentazione di Domenico Starnone, Roma, Tango Edizioni, 1988.
- Bruno D'Alfonso, Francesco Cascioli, L'anno dei gessetti maledetti, Milano, Rizzoli-Milano Libri, 1994.
- Bruno D'Alfonso, Francesco Cascioli, Ciacci: professione studente. Presentazione di Dino Aloi. Torino, Edizioni il Pennino, 2006.